# 권용택
권용택(1968년 ~ )은 KBS 예능본부의 전 책임프로듀서(CP)이다.

## 경력
- KBS 예능본부 PD
- KBS TV제작본부 예능운영팀장 (책임프로듀서)
- KBS 예능본부 편성기획팀장(국장급)
- KBS 미디어 콘텐츠제작본부장
- 2025년 11월 ~ : KBS 부사장

## 연출한 프로그램
- 부부클리닉 사랑과 전쟁
- 뮤직뱅크